# Objeto extrasolar
Un objeto extrasolar (del latín extra, que significa 'fuera o más allá', y solaris, que significa 'del sol') es un objeto astronómico que existe fuera del Sistema Solar. No se aplica a las estrellas ni a ningún otro objeto celeste que sea más grande que una estrella o el Sistema Solar, como una galaxia. Los términos para ejemplos extrasolares de cuerpos del Sistema Solar son: 
- Planeta extrasolar, también llamado exoplaneta
- Luna extrasolar, también llamada exoluna
- Exocometa, un cometa extrasolar
- Asteroide extrasolar, como uno identificado a inicios de 2013, orbitando GD 61

Algunas clases de objetos del Sistema Solar, como los planetas menores, los planetas enanos y los objetos transneptunianos no se han detectado fuera del Sistema Solar. 